# Tilt-top
Een tilt-top of flap-aan-de-wand is een tafel die kan worden opgeklapt. Het blad kan daardoor rechtop worden gezet. De tafels werden vroeger als dinertafel gebruikt. Na het diner werd de tafel opgeklapt en langs de muur gezet zodat er ruimte vrijkwam om met de aanwezige gasten te dansen. Ook werden ze ruimtebesparend door kleinbehuisden gebruikt.
De tafels zijn er in diverse houtsoorten, de doorsnede kan variëren van 40 cm (wijn-, likeur en spellentafel) tot ongeveer 1,20 m doorsnede (dinertafel) rond of ovaal.

## Nederland

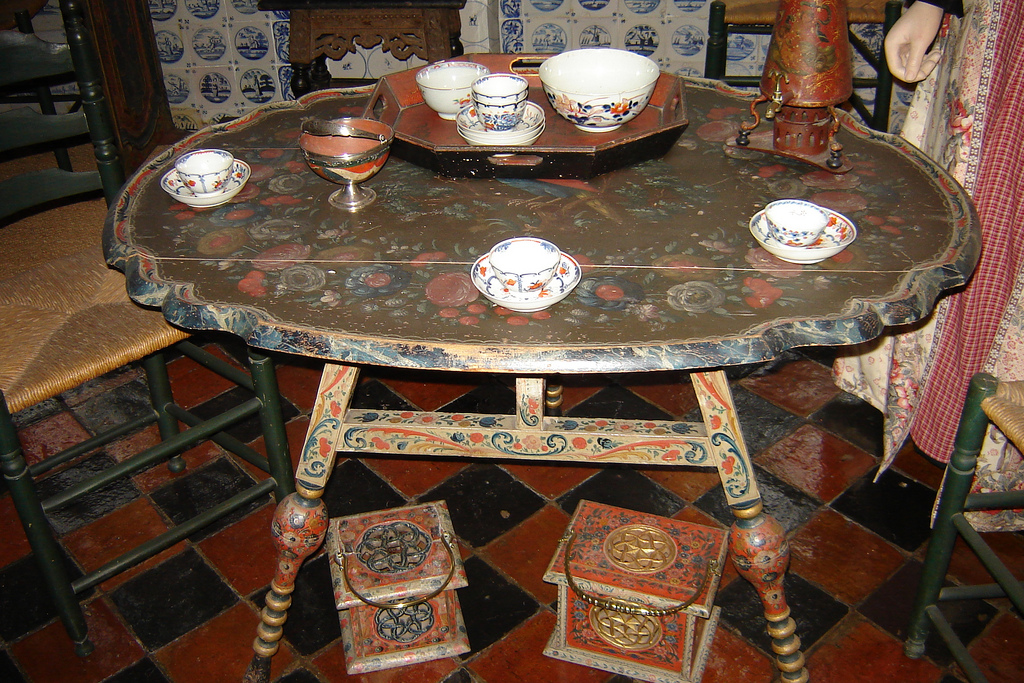
Flap-aan-de-wand uit Hindeloopen

In Nederland worden de tafels flap-aan-de-wand genoemd. Bij het opklappen wordt een van de drie poten opzij gedraaid. Het tafelblad kan allerlei vormen hebben, maar is vaak rond of ovaal. Het blad heeft ook soms de vorm van een regelmatige veelhoek. Ook een geschulpte vorm komt voor.
De tafels zijn onderdeel van het traditioneel interieur in bijvoorbeeld Bunschoten, Ameland, Zaandam of Hindeloopen. Zowel de onder- als de bovenkant van de tafel werden versierd met schilderwerk, bijvoorbeeld met Bijbelse of mythologische motieven. Versiering met houtsnijwerk komt ook voor.
Door deze beschildering of andere versiering was de tafel een decoratief element in het interieur, als de tafel opgeklapt tegen de muur stond. In Hindeloopen werd de beschildering uiteraard gedaan met Hindelooper schilderwerk zoals zoveel meubelen uit Hindeloopen. Als de tafel niet meer gebruikt werd, bewaarde men vaak wel het blad om het als schilderij aan de muur te hangen.
Piet Hein Eek ontwierp een moderne variant van de flap-aan-de-wand.

## Engeland en Frankrijk

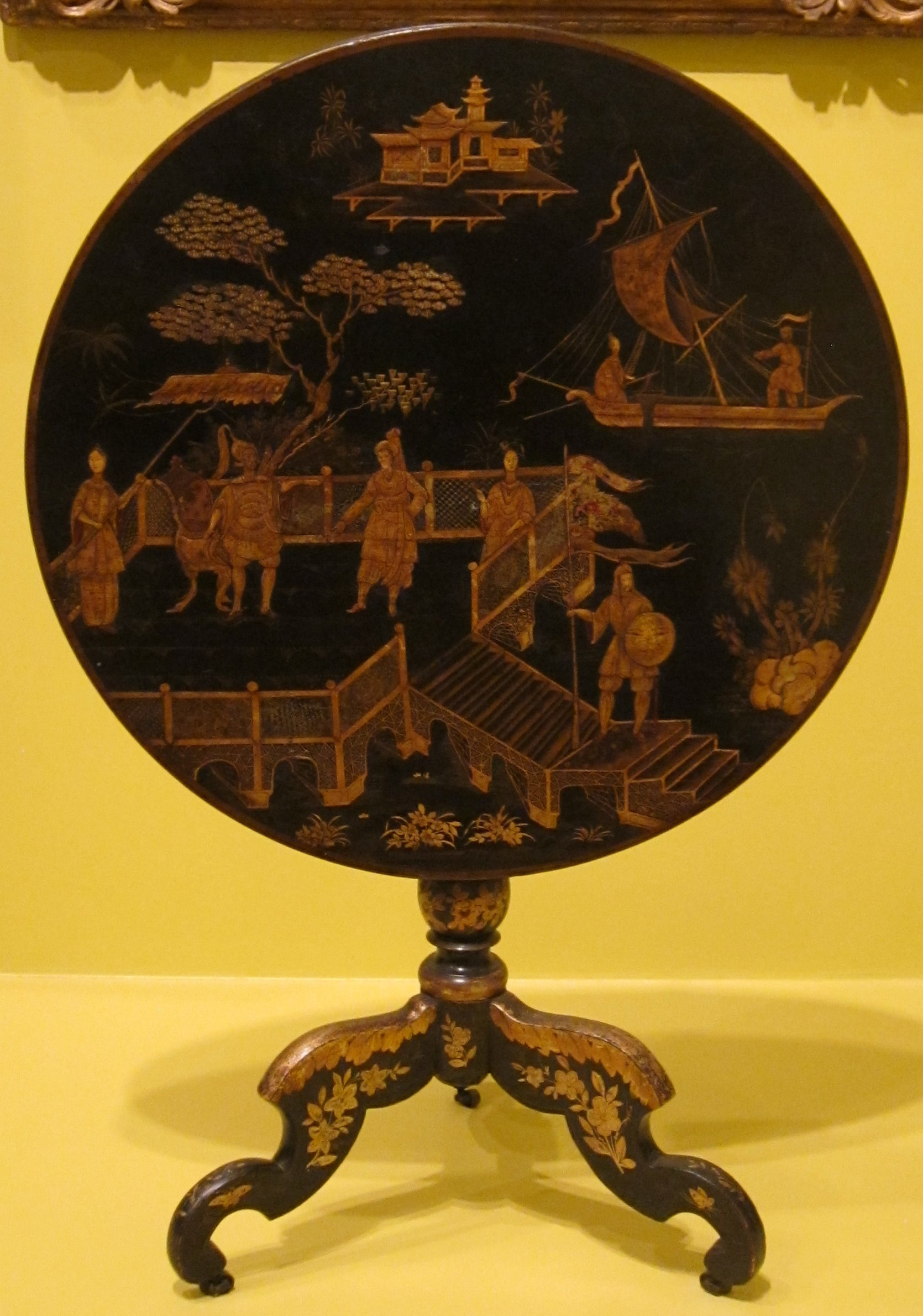
Engelse tilt-top in Japanse stijl (eind achttiende eeuw).

Tilt-toptafels komen ook uit Engeland en Frankrijk. Er zijn diner-tafels maar ook bijzettafels, die gebruikt werden als wijntafeltje of likeurtafeltje.
Er zijn tilt-toptafels in diverse uitvoeringen zowel met een doorleefd karakter (eiken) of een zeer chique uitstraling (mahonie of noten).
In Engeland werden de tafels in de 18e en 19e eeuw wel gebruikt voor het spelen van het kaartspel Lanterloo. Deze tafels werden Loo-table genoemd. De term Lanterloo is afkomst uit het Nederlands, waar het spel Lanterluy of Lanterlui genoemd werd.